# 潜园 (湖州)

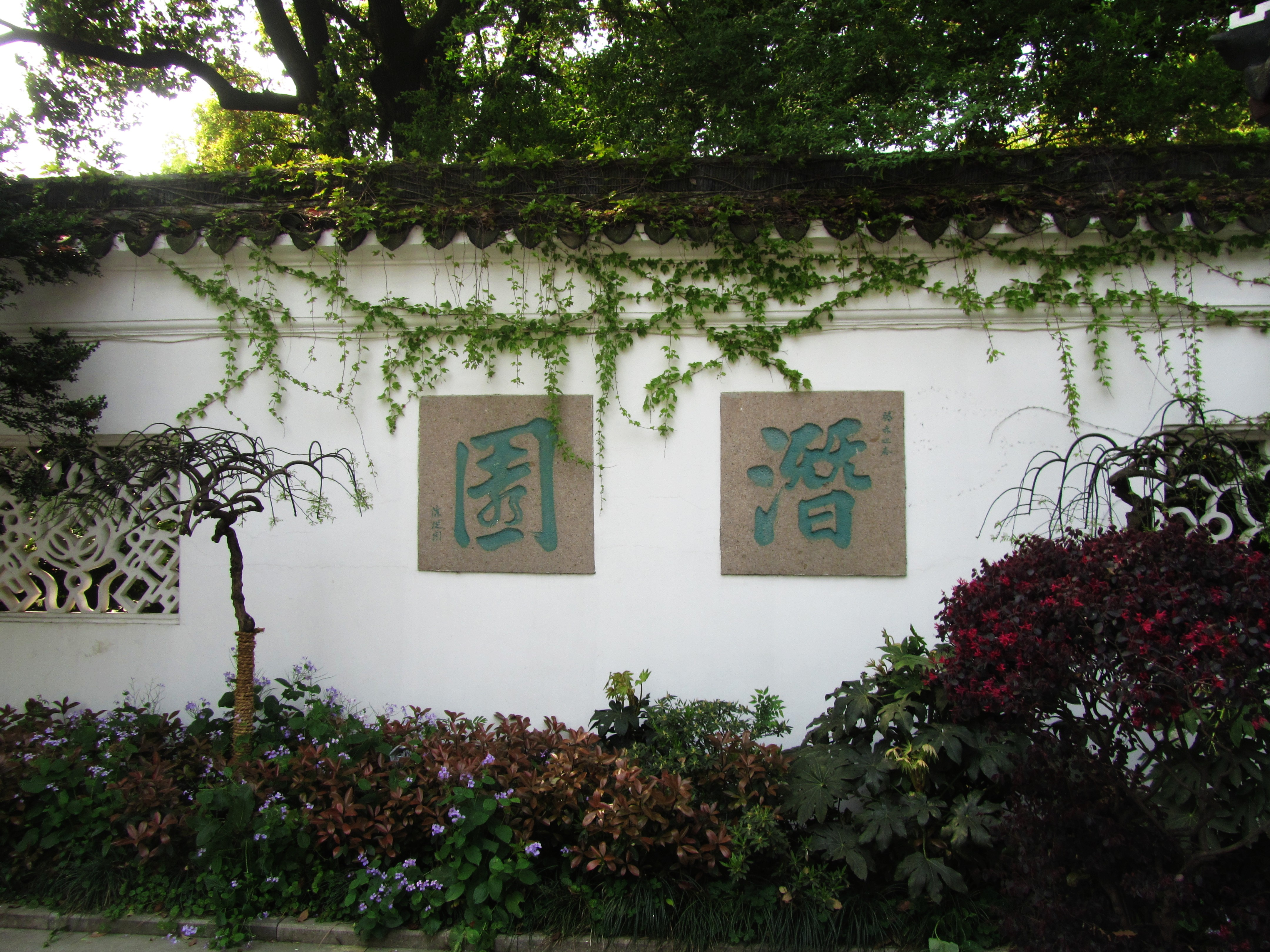
潜园

潜园是中国浙江省湖州市的一座花园，原为清朝藏书家陆心源的私人花园，现由莲花庄公园（原赵孟頫别墅）管理。

## 历史
它一开始名为“陆家花园”，始建于光绪初年，是陆心源辞官回乡后著书之地。1937年11月24日抗日战争中日军攻破湖州后，大部分建筑被毁。1950年代后，潜园部分被湖州第三中学和一些单位、部队、民居占用。
潜园在1980年至1984年重修，1986年湖州市人民政府重建莲花庄时将其划为莲花庄公园的北区，并请陈从周题字。

## 建筑

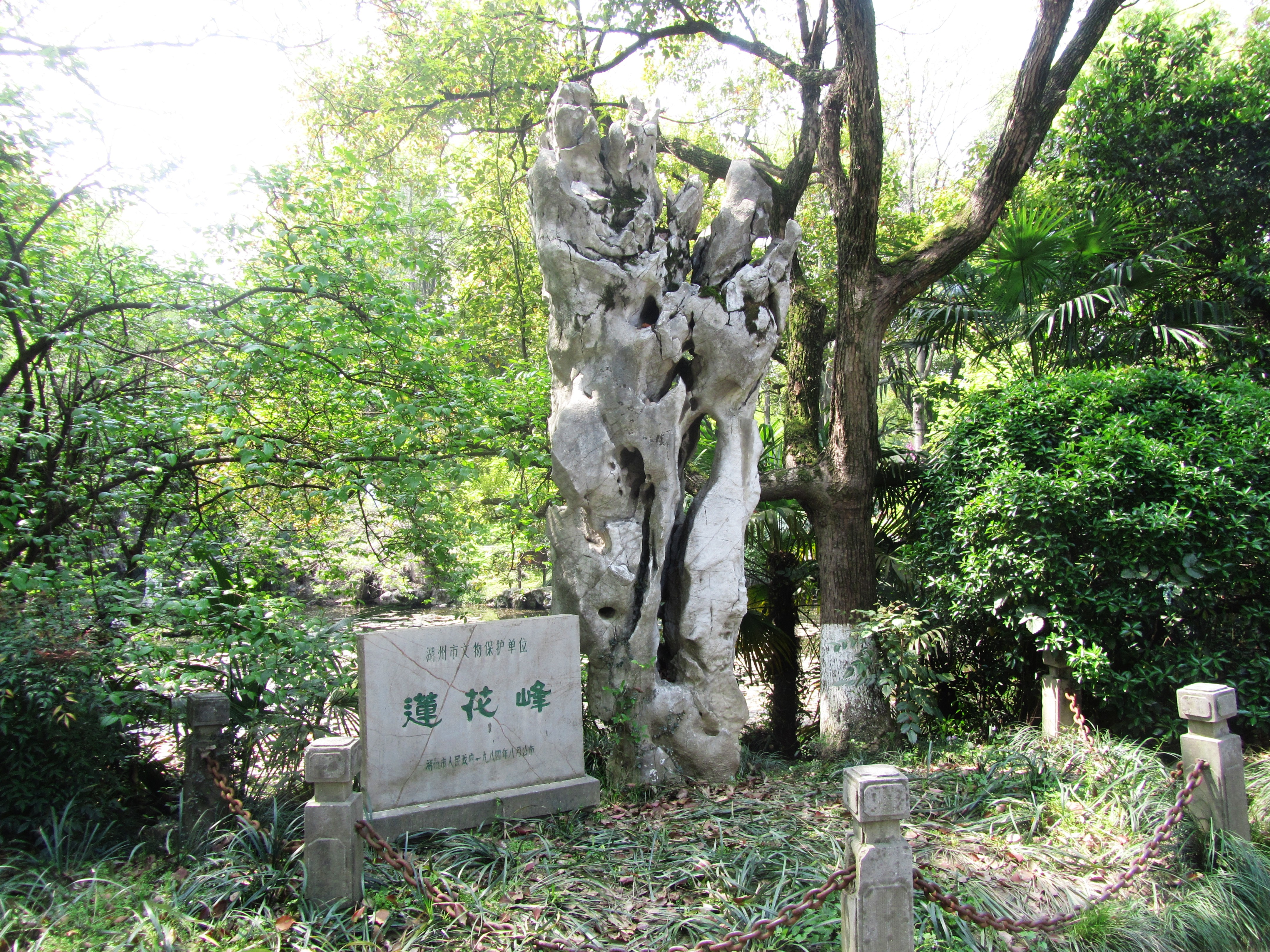
莲花峰

入口的“潜园”两字由陈从周书写。潜园内有1000多吨湖石垒成的假山，假山东侧有陆氏捐书碑（圣旨碑），由光绪赏赐给陆心源。假山南侧水池亭中的“小蓬莱”三字由书法家谭建丞书写。此外还有五块湖石组成的“五花峰”（“太湖五老峰”），其中的“莲花峰”三字为赵孟頫真迹，也是湖州市文物保护单位。

## 扩展阅读
- 徐桢基，《潜园遗事》，上海三联书店，1996年